# Gaetano Badalamenti
 (novembre 2020).
Si vous disposez d'ouvrages ou d'articles de référence ou si vous connaissez des sites web de qualité traitant du thème abordé ici, merci de compléter l'article en donnant les références utiles à sa vérifiabilité et en les liant à la section « Notes et références ».
Pour l’article homonyme, voir Badalamenti.
Gaetano Badalamenti, né le 14 septembre 1923 à Cinisi et mort le 29 avril 2004 dans le comté de Middlesex
est un mafioso italien de la famille palermitaine de Cinisi, membre de la pizza connection.

## Biographie
Gaetano Badalamenti (surnommé « ù zù tanu », soit « l'oncle Gaetano » en sicilien) fut supplanté en 1978 par Toto Riina, ce qui, normalement, aurait dû lui valoir la mort. Mais il eut l'intelligence de ne pas entrer en guerre contre les Corleone après les assassinats de ses alliés Stefano Bontate et Salvatore Inzerillo, ses hommes de confiance dans le trafic de cocaïne avec les Nord-Américains.
Le 11 avril 2002, Badalamenti est condamné à perpétuité pour avoir organisé en 1978 l'assassinat du fils de son ami et néanmoins membre de son clan, Giuseppe  "Peppino" Impastato, un activiste anti-mafia, candidat aux élections municipales pour le compte de Democrazia Proletaria (parti d'extrême gauche). En Italie, cette condamnation revêt un caractère symbolique dans la mesure où Badalamenti est toujours emprisonné aux États-Unis lors du verdict.
Le film Les Cent Pas de Marco Tullio Giordana retrace le combat et l’assassinat de Peppino Impastato.